# Паркер (Колорадо)
Паркер (англ. Parker) — місто (англ. town) в США, в окрузі Дуглас штату Колорадо. Населення — 58 512 особи (2020).

## Географія
Паркер розташований за координатами 39°30′16″ пн. ш. 104°46′23″ зх. д. / 39.50444° пн. ш. 104.77306° зх. д. (39.504420, -104.773035).  За даними Бюро перепису населення США в 2010 році місто мало площу 53,07 км², з яких 53,03 км² — суходіл та 0,04 км² — водойми. В 2017 році площа становила 56,43 км², з яких 56,36 км² — суходіл та 0,08 км² — водойми.

### Клімат
| Клімат : Паркер       | Клімат : Паркер | Клімат : Паркер | Клімат : Паркер | Клімат : Паркер | Клімат : Паркер | Клімат : Паркер | Клімат : Паркер | Клімат : Паркер | Клімат : Паркер | Клімат : Паркер | Клімат : Паркер | Клімат : Паркер | Клімат : Паркер |
| Показник              | Січ.            | Лют.            | Бер.            | Квіт.           | Трав.           | Черв.           | Лип.            | Серп.           | Вер.            | Жовт.           | Лист.           | Груд.           | Рік             |
| Середній максимум, °C | 6,1             | 7,8             | 10,6            | 15,6            | 20,6            | 26,7            | 30,0            | 28,9            | 25,0            | 18,9            | 11,1            | 7,2             | 17,4            |
| Середній мінімум, °C  | −9,4            | −7,8            | −5              | −0,6            | 4,4             | 9,4             | 12,8            | 12,2            | 7,8             | 1,7             | −5              | −8,3            | 1,1             |
| Норма опадів, мм      | 8               | 8               | 23              | 33              | 64              | 48              | 56              | 48              | 28              | 20              | 18              | 8               | 358             |
| --------------------- | --------------- | --------------- | --------------- | --------------- | --------------- | --------------- | --------------- | --------------- | --------------- | --------------- | --------------- | --------------- | --------------- |
| Джерело: Weatherbase  |                 |                 |                 |                 |                 |                 |                 |                 |                 |                 |                 |                 |                 |

## Демографія
Згідно з переписом 2010 року, у місті мешкало 45 297 осіб у 15 917 домогосподарствах у складі 12 107 родин. Густота населення становила 854 особи/км².  Було 16533 помешкання (312/км²).
Расовий склад населення:
| - 90,1 % — білих - 3,2 % — азіатів - 1,5 % — чорних або афроамериканців - 0,5 % — корінних американців - 0,1 % — вихідців з тихоокеанських островів - 1,8 % — осіб інших рас |

До двох чи більше рас належало 2,9 %. Частка іспаномовних становила 8,2 % від усіх жителів.
За віковим діапазоном населення розподілялося таким чином: 32,9 % — особи молодші 18 років, 62,3 % — особи у віці 18—64 років, 4,8 % — особи у віці 65 років та старші. Медіана віку мешканця становила 33,6 року. На 100 осіб жіночої статі у місті припадало 97,7 чоловіків;  на 100 жінок у віці від 18 років та старших — 94,3 чоловіків також старших 18 років.
Середній дохід на одне домашнє господарство  становив 110 262 долари США (медіана — 100 469), а середній дохід на одну сім'ю — 122 424 долари (медіана — 111 144). Медіана доходів становила 74 729 доларів для чоловіків та 54 048 доларів для жінок. За межею бідності перебувало 4,2 % осіб, у тому числі 4,7 % дітей у віці до 18 років та 7,9 % осіб у віці 65 років та старших.
Цивільне працевлаштоване населення становило 25 115 осіб. Основні галузі зайнятості: освіта, охорона здоров'я та соціальна допомога — 20,5 %, науковці, спеціалісти, менеджери — 12,9 %, фінанси, страхування та нерухомість — 12,2 %.